# Anksa Kara
Anksa Kara, née le 24 mars 1985 à Nkongsamba, est une actrice pornographique française d'origine camerounaise.

## Biographie
Arrivée en France en 1993, elle est fille d'un attaché militaire à l'ambassade du Cameroun en France.
Après un bac L, elle passe à l'âge de 19 ans un casting pour devenir stripteaseuse, et travaille ensuite dans des clubs parisiens. En 2007, elle apparaît sur France 2  dans un reportage sur le plaisir féminin pour l'émission Tabous présentée par Karine Le Marchand, puis, tout en continuant à travailler comme stripteaseuse, entame une carrière de modèle photo et d'actrice pornographique.
Elle gagne en notoriété dans le milieu du X avec sa mise en valeur dans un article « Spécial beautés blacks » du numéro 220 de Hot Vidéo (juin 2009). Quelques mois plus tard, elle est nommée aux Hot d'or,. Elle apparaît également dans plusieurs émissions de Paris Première. Comme actrice et stripteaseuse, elle cultive une ressemblance avec Joséphine Baker. En 2009, elle monte son propre label, Anksa Kara & Co, avec pour ambition de mettre en valeur des actrices noires. Anksa Kara est par ailleurs apparue dans plusieurs productions non pornographiques, dont deux films et deux téléfilms réalisés par Jean-Pierre Mocky.

## Filmographie

### Pornographique
- 2007 : Kama Sutra black de Jean-Pierre Charmontel (Java Consulting)
- 2007 : Taxi de nuit de Fabien Lafait (JTC Vidéo)
- 2007 : Défonce anale à La Lhermite Volume 1 de Philippe Lhermite (Telsev)
- 2007 : Les Castings de Lhermite Volume 29 de Philippe Lhermite (Telsev)
- 2007 : Les Inclassables de Lhermite Volume 5 de Philippe Lhermite (Telsev)
- 2007 : Soumission promise Volume 2 de Philippe Lhermite (Telsev)
- 2008 : Allumeuses 2 de Fabien Lafait (JTC Vidéo)
- 2008 : Disco Sex de Fabien Lafait (JTC Vidéo)
- 2008 : Les Castings de Fred Coppula, Acte 1 de Fred Coppula (Fred Coppula Productions)
- 2008 : X Amat Special Blacks de Fabien Lafait (JTC Vidéo)
- 2009 : Cinémax de Max Antoine (Fred Coppula Productions)
- 2010 : Dark dreams - More dirty fantasies de Thomas S. Allan (Magmafilm)
- 2011 : Dans ton Cul 4 : Au boulot de Luka (Saucisson Prod)
- 2011 : 'Journal d'une femme de chambre' de Max Antoine (Fred Coppula Productions)
- 2011 : Orgy : The XXX championship de Hervé Bodilis (Marc Dorcel)
- 2012 : Ça baise au sauna de Luka (Marc Dorcel)
- 2012 : La Journaliste de Pascal Lucas (Marc Dorcel)
- 2013 : Patrouille de nuit de Kris Bakelit (Marc Dorcel)

### Cinéma non pornographique
- 2010 : Eject de Jean-Marc Vincent : Pam la prostituée noire[6]
- 2011 : Le Dossier Toroto de Jean-Pierre Mocky : Irma, l'intendante[7]
- 2012 : Le Mentor de Jean-Pierre Mocky[8]
- 2012 : Very very sexy snuff movie[9], de Richard J.Thomson
- 2013 : Le Bonheur de Fabrice Grange[10]

### Télévision
- 2007 : Les Tabous de... Le plaisir féminin de Karine Le Marchand (France 2, 14 novembre 2007)
- 2007 : première interview d'Anksa Kara avec Anna Martin et Fabien Lafait au Noctambule à Pigalle (Paris Dernière, 27 décembre 2007)[11]
- 2009 : Photoshoot des 28 et 29 avril 2009 du label Anksa Kara & Co. pour Black Power! Yes We Can (Hot Vidéo, juin 2009)[12]
- 2009 : Anksa Kara chez Magloire (Cap 24, août 2009)
- 2009 : Anksa Kara & Co. à la cérémonie des Hot d'or à Paris (20 octobre 2009)[13]
- 2010 : Enquêtes très spéciales (Direct Star, 7 septembre 2010)
- 2010 : interview d'Anksa Kara lors d'une soirée Hot Vidéo (Hot Vidéo, 21 décembre 2010)[14]
- 2011 : Exclusive Video DSK Sofitel avec Anksa Kara et Josué Rocher (YouTube)[15]
- 2011 : Les scandaleuses d'Anksa Kara & Co. Ambiance très chaude au salon du Louvre (Paris Dernière, novembre 2011)[16]
- 2012 : Rive droite - Dîner libertin émission de Guillaume Durand avec Anksa Kara (Paris Première, 28 janvier 2012)[17]
- 2012 : Les Jouets d'Anksa Kara (Paris Dernière, mai 2012)[18]
- 2013 : Myster Mocky présente saison 3 : Auto-Stop (Canal Jimmy, 4 juin 2013)[19]
- 2013 : Myster Mocky présente saison 3 : Derrière la porte close (Canal Jimmy, 4 juin 2013)[20]

### Clips
- 2009 : Hombre Que Soy (Shaka Ponk)[21]
- 2010 : Bistouflex (Seth Gueko)[22]

## Distinction
- 2009 : nommée pour le Hot d'or de la meilleure starlette française[2]